# لجن فعال

تصویر از یک فرایند تصفیه آب یه کمک لجن فعال.

لجن ، (به انگلیسی: Activated sludge) به توده بیولوژیکی جمع شده در سیستم‌های تصفیه فاضلاب، که در نتیجه گندزدایی و رشد باکتری‌ها و سایر موجودات زنده ذره‌بینی، در حضور اکسیژن محلول تشکیل شده‌اند، اطلاق می‌گردد.
به فرایند تصفیه بیولوژیکی پساب که در آن مخلوطی از لجن فعال و فاضلاب، بهم خورده و هوادهی می‌شود، تصفیه با لجن فعال گفته می‌شود. قسمتی از لجن فعال متعاقباً از طریق ته‌نشینی جدا شده و خارج می‌گردد، یا در صورت لزوم به فرایند بازگردانده می‌شود.
راکتور بیولوژیکی با بستر متحرک (MBBR)، یکی از سیستم‌های تصفیه بیولوژیکی فاضلاب بر پایه لجن فعال است. کاربرد این تکنولوژی در حذف میکرو آلاینده‌ها از فاضلاب نتایج امیدوارکننده ای را به دنبال داشته است. میکروآلاینده‌ها در چندین گروه از مواد شیمیایی مانند داروها، سموم دفع آفات ارگانوفسفر، محصولات مراقبتی و مختل کننده‌های غدد درون ریز قرار می‌گیرند. تا کنون، تکنولوژی راکتور بیولوژیکی با بستر متحرک، در تحقیقاتی جهت حذف مواد دارویی مانند بتا بلاکرها، مسکن‌ها، داروهای ضد افسردگی و آنتی‌بیوتیک‌ها از فاضلاب بیمارستانی به کار برده شده است. به علاوه، استفاده از تکنولوژی راکتور بیولوژیکی با بستر متحرک به عنوان یک روش بیولوژیکی همراه با تصفیه شیمیایی توجه زیادی را برای حذف سموم دفع آفات ارگانوفسفر از فاضلاب جلب کرده است.
از مزیت‌های تکنولوژی راکتور بیولوژیکی با بستر متحرک، زمان ماند بالای این سیستم است که شرایط رشد و نمو میکروب‌هایی که سرعت رشد پایینی دارند را فراهم می‌کند. این میکروب‌ها دارای قابلیت چندین عملکرد در بیوفیلم‌ها می‌باشند. تغییرات تجمع میکروبی وابستگی بسیاری به تغییرات مواد آلی در سیستم راکتور بیولوژیکی با بستر متحرک دارد.